# 嘘つき女
「嘘つき女」（うそつきおんな、原題 : Think For Yourself）は、ビートルズの楽曲である。1965年12月3日に発売された6作目のイギリス盤公式オリジナル・アルバム『ラバー・ソウル』に収録された。作詞作曲はジョージ・ハリスンで、「恋をするなら」と共にハリスンがソングライターとして頭角を現してきた例の一つとされている。ボブ・ディランの「寂しき4番街」と似たかたちで、恋人を厳しく批判するという体裁をとっていることから、政治的声明と個人的な関係についての言及の2つの解釈がなされている。
ビートルズは、1965年11月に『ラバー・ソウル』のセッションの終盤に「嘘つき女」のレコーディングを行った。従来の作品とは異なり、本作では通常のベースの音とファズを効かせたベースの音の2種類のベースのパートがある。ポール・マッカートニーが演奏するファズを効かせたベースのパートは、曲全体にわたってリードギターの役割を果たしている。なお、ファズを効かせたベースのパートを録音したのは、本作が初となった。また、本作のハーモニー・ボーカルのセッションの抜粋が、1968年に公開されたアニメ映画『イエロー・サブマリン』で使用された。

## 背景・曲の構成
ハリスンは、本作のインスピレーションが何であったかを忘れており、1980年に出版した自伝『I・ME・MINE』で、「『嘘つき女』は特定の誰かに歌ったはずだったけど、思い出せない。政府かなんかだったんだろう」と書いている。このように楽曲のインスピレーションが曖昧であり、ボブ・ディランの「寂しき4番街」を思わせる恋人に別れを告げるような歌詞とも捉えられることから、本作は政治的声明と個人的な関係についての言及の2つの解釈がなされている。
本作はディランの影響を受けている。ビートルズはディランにロックへ転向させるきっかけを作り、ディランはビートルズに通常のラブソングよりも洗練されたコンセプトに取り組むきっかけを作った。またハリスンは、1965年春にジョン・レノンらと共に、歯科医師のジョン・ライリーがコーヒーに混入させたLSDを服用し、幻覚症状によりパニック状態に陥った。これ以降も継続して服用し、それは音楽面にも影響を与えることとなった。
「嘘つき女」のキーはGメジャーとGマイナーに設定されており、4分の4拍子となっている。2小節のイントロダクションのあと、ヴァースとコーラスが3回ずつ入り、最後のコーラス部分を繰り返して終わる。

## レコーディング

### ベーシック・トラック
「嘘つき女」のレコーディングは、『ラバー・ソウル』のセッションの終盤にあたる1965年11月8日にEMIレコーディング・スタジオで開始された。作曲時に「Won't Be There With You」というタイトルが付けられていた本作のベーシック・トラックは、エレクトリック・ギター（2本）、ベース、ドラムの編成で1テイクでレコーディングされた。なお、レノンが演奏したギターはリリース版には含まれておらず、代わりにレノンがオーバー・ダビングしたオルガンまたはエレクトリックピアノが含まれている。

### ファズを効かせたベースのオーバー・ダビング

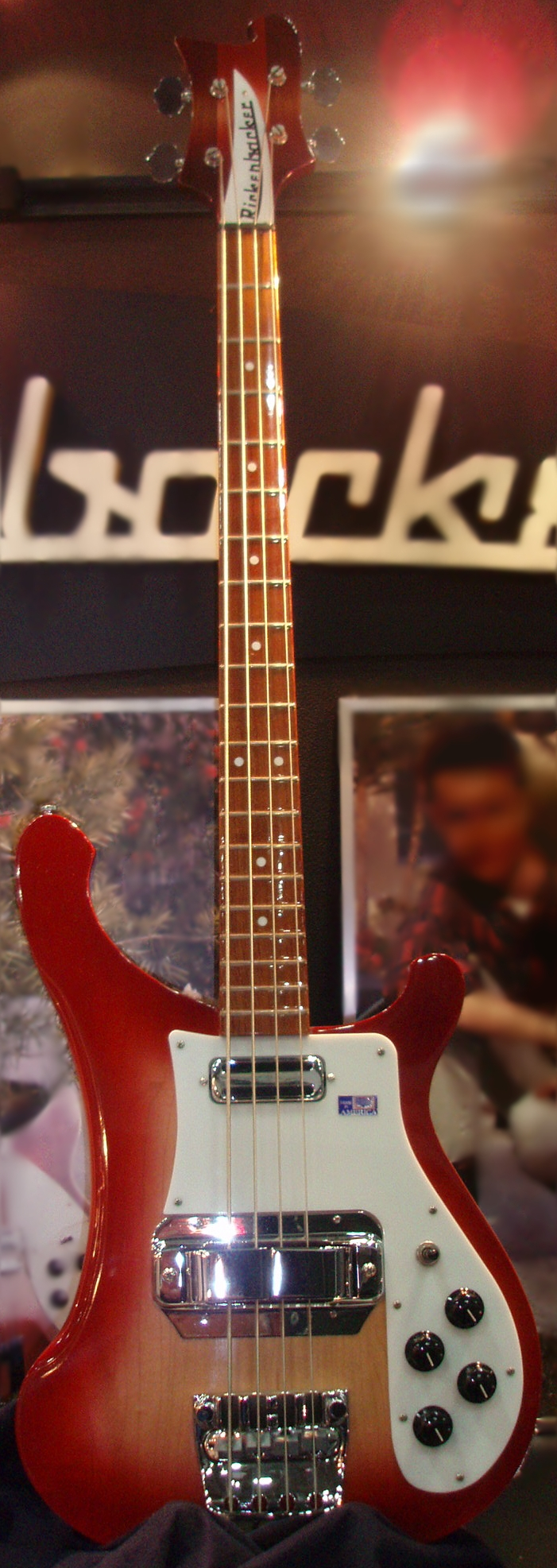
レコーディングで使用されたリッケンバッカー・4001S

マッカートニーは、通常のベースのパートに加えて、ファズを効かせたベースのパートをオーバー・ダビングした。ジョナサン・グールドとウォルター・エヴェレットらは、ローリング・ストーンズの「サティスファクション」のリードギターに影響されたものと推測している。
マッカートニーがオーバー・ダビングしたファズを効かせたベースのパートは、曲全体にわたってリードギターの役割を果たしている。本作をはじめとした『ラバー・ソウル』に収録の楽曲において、マッカートニーはリッケンバッカー・4001Sを使用している。

### ボーカルのオーバー・ダビング
本作では、アルバムの特徴の一つともなっているホモリズムで歌われる3声のハーモニーがフィーチャーされている。この時期ビートルズは、毎年ファンクラブ会員に配布しているクリスマス・レコードを完成させる必要があったことから、プロデューサーのジョージ・マーティンは、スタジオのエンジニアにアンビエント・マイクを設置して、クリスマス・レコード用の素材としてリハーサルとレコーディングの様子を録音するように指示した。ボーカルのオーバー・ダビングが終わり、ダブルトラッキングした後、リンゴ・スターはタンバリンとマラカスをオーバー・ダビングした。
リハーサル時の音源は、最終的にクリスマス・レコードで使用されることはなかったが、1968年に公開されたアニメ映画『イエロー・サブマリン』における、ブルー・ミーニーズに伸されたペパー・ランドの市長をビートルズが歌で目覚めさせるシーンで、「And you've got time to rectify（やり直す時間はたっぷりある）」というフレーズをアカペラで繰り返すかたちで使用された。マッカートニーは、「嘘つき女」のリハーサル時のテープの一部を、2000年に発売された『リヴァプール・サウンド・コラージュ』で使用した。15分間におよぶ完全版は1991年に海賊盤で流通した。また、1996年に発売された『ザ・ビートルズ・アンソロジー2』に本作のアウトテイクが収録される予定となっていたが、最終的に未収録となった。

## リリースと評価
「嘘つき女」は、1965年12月3日にパーロフォンより発売されたオリジナル・アルバム『ラバー・ソウル』のA面5曲目に収録された。『KRLA Beat』誌は、マッカートニーが演奏したファズを効かせたベースのパートを「素晴らしいサウンドエフェクト」と評した。『メロディ・メイカー』誌は、本作をアルバムのベストトラックの1つとし、ダブル・テンポのセクションとマラカスによって刻まれるビートを称賛した。『オールミュージック』のリッチー・アンターバーガーは、本作と「恋をするなら」を引き合いに「素晴らしいソングライターとして頭角を現した」と評している。
「嘘つき女」は、1976年にキャピトル・レコードより発売されたコンピレーション・アルバム『ザ・ベスト・オブ・ジョージ・ハリスン』にも収録された。また、1999年に映画『イエロー・サブマリン』のリマスター版と共に、『イエロー・サブマリン 〜ソングトラック〜』が発売され、本作のリミックス・バージョンが収録された。

## クレジット
※出典
- ジョージ・ハリスン - リード・ボーカル、エレクトリック・ギター
- ジョン・レノン - ハーモニー・ボーカル、オルガン[16]
- ポール・マッカートニー - ハーモニー・ボーカル、ベース、ファズを効かせたベース
- リンゴ・スター - ドラム、パーカッション